# デオキシヌクレオチド-3'-ホスファターゼ
デオキシヌクレオチド-3'-ホスファターゼ(Deoxynucleotide 3'-phosphatase、EC 3.1.3.34)は、以下の化学反応を触媒する酵素である。
ソルビトール-6-リン酸 + 水{\displaystyle \rightleftharpoons }ソルビトール + リン酸
従って、この酵素の基質はデオキシヌクレオチド-3'-リン酸と水の2つ、生成物はデオキシヌクレオチドとリン酸の2つである。
この酵素は加水分解酵素に分類され、特にリン酸モノエステル結合に作用する。系統名は、デオキシヌクレオチド-3'-ホスホヒドロラーゼ(deoxyribonucleotide 3'-phosphohydrolase)である。3'-デオキシヌクレオチダーゼ(3'-deoxynucleotidase)や3'-デオキシリボヌクレオチダーゼ(3'-deoxyribonucleotidase)等とも言う。